# Rodezno
Rodezno ist ein spanischer Ort und eine Gemeinde (Municipio) in der Region La Rioja mit 222 Einwohnern (Stand: 2024). Neben dem gleichnamigen Hauptort Rodezno gehört die Ortschaft Cuzcurritilla zur Gemeinde.

## Lage
Rodezno liegt etwa 35 Kilometer südsüdwestlich von Vitoria-Gasteiz und etwa 35 Fahrtkilometer westnordwestlich von Logroño in einer Höhe von 545 m.

## Bevölkerungsentwicklung
| Jahr      | 1960 | 1970 | 1981 | 1991 | 2001 | 2011 | 2021 |
| Einwohner | 694  | 513  | 402  | 367  | 321  | 294  | 210  |

Infolge der Mechanisierung der Landwirtschaft und des daraus resultierenden geringeren Arbeitskräftebedarfs ist die Zahl der Einwohner seit der Mitte des 20. Jahrhunderts deutlich zurückgegangen.

## Sehenswürdigkeiten
- altes Kloster (Santa María de Rodezno) der Hieronymiten in Cuzcurritilla
- Kirche Mariä Himmelfahrt in Rodezno
- Martinskirche in Cuzcurritilla
- Marienkapelle in Rodezno

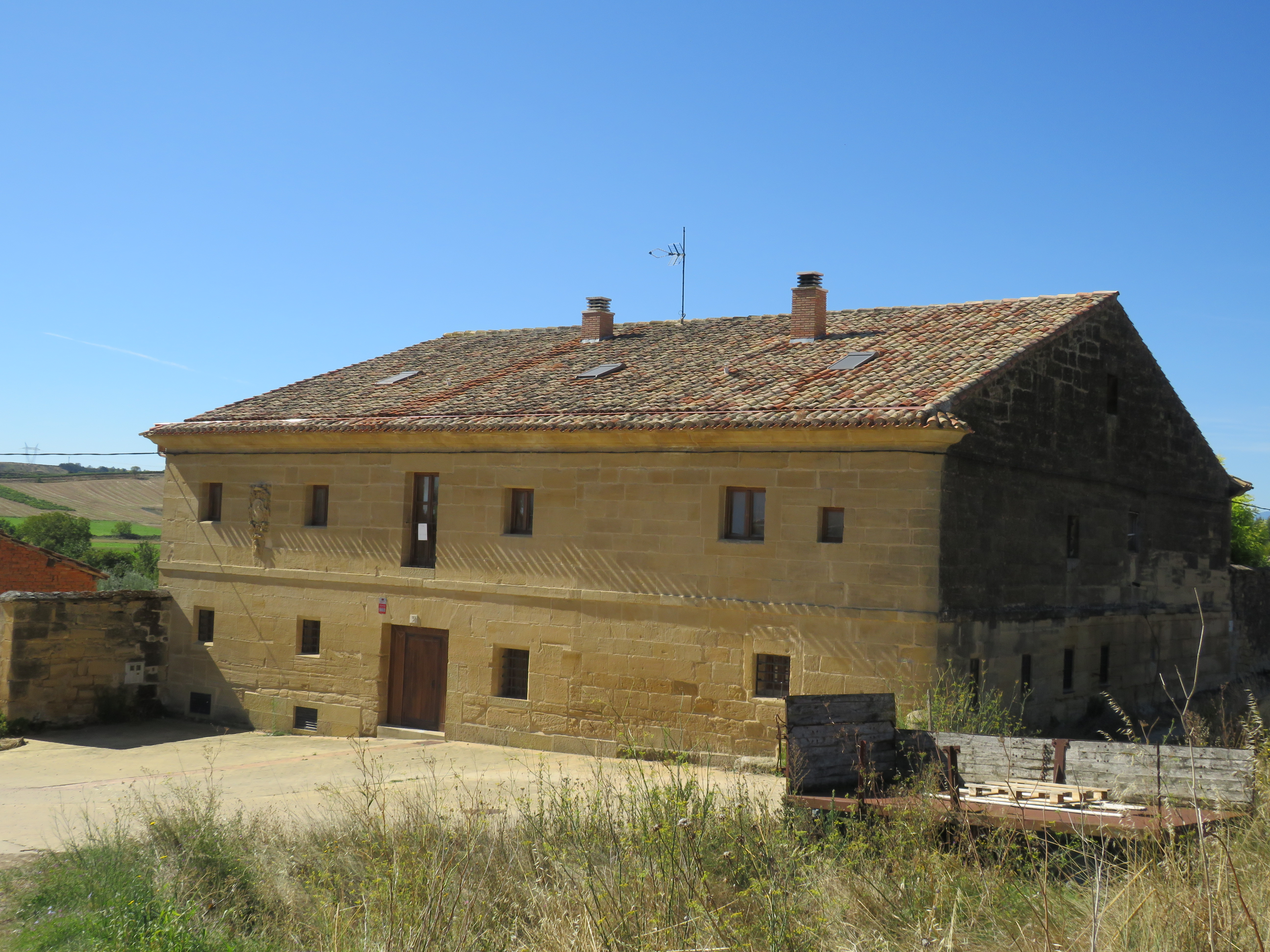
Altes Kloster
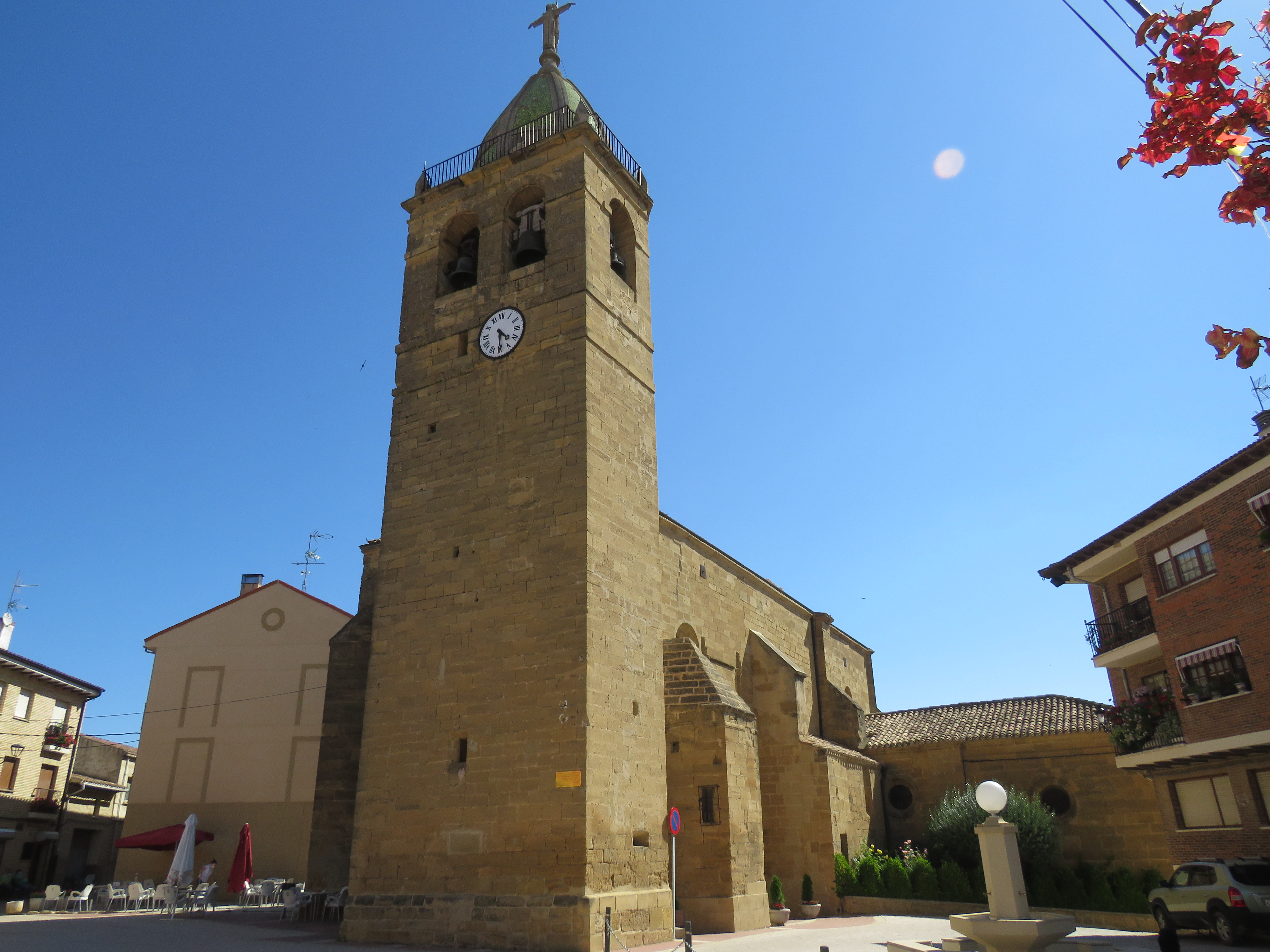
Kirche Mariä Himmelfahrt
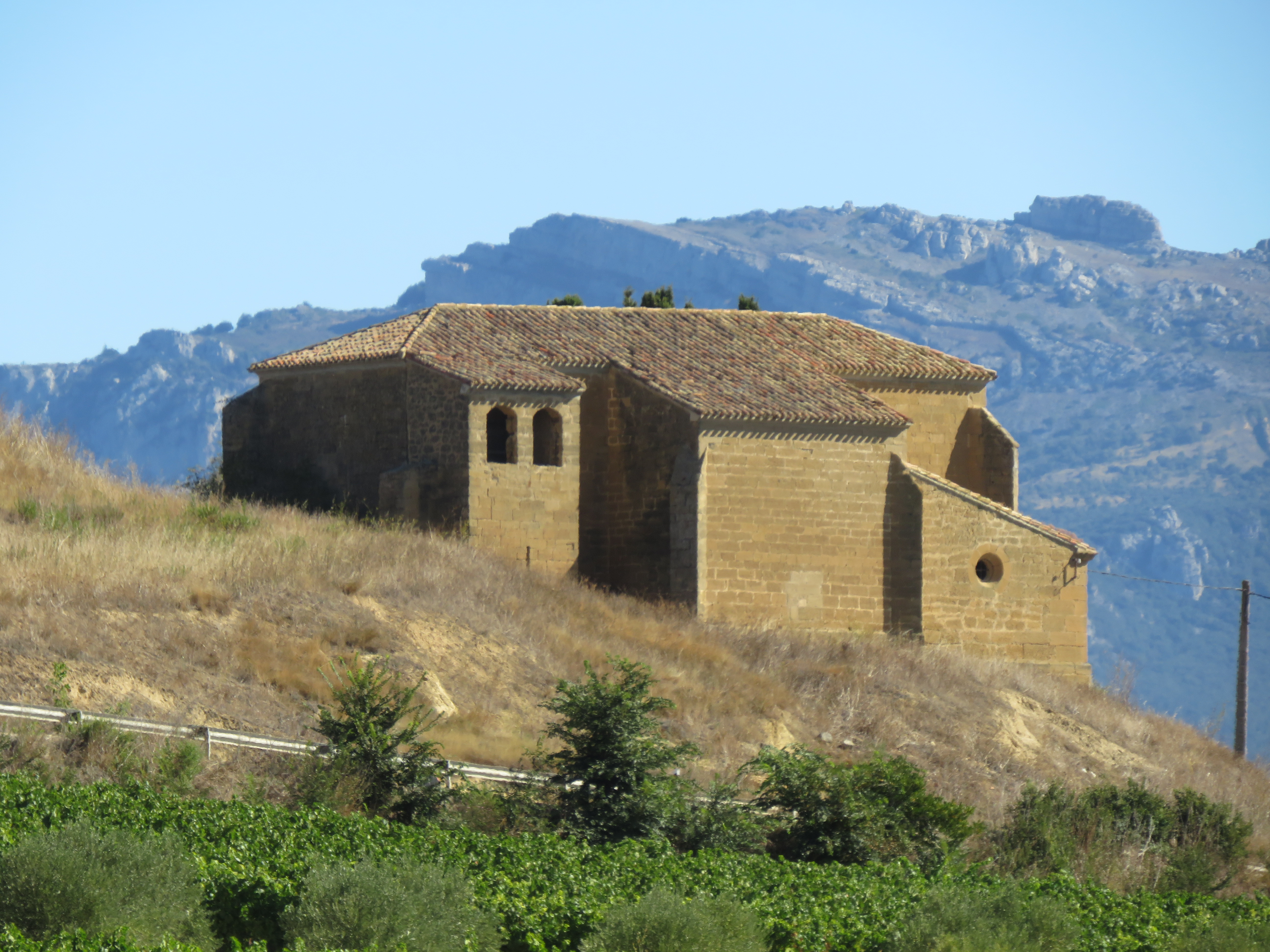
Martinskirche
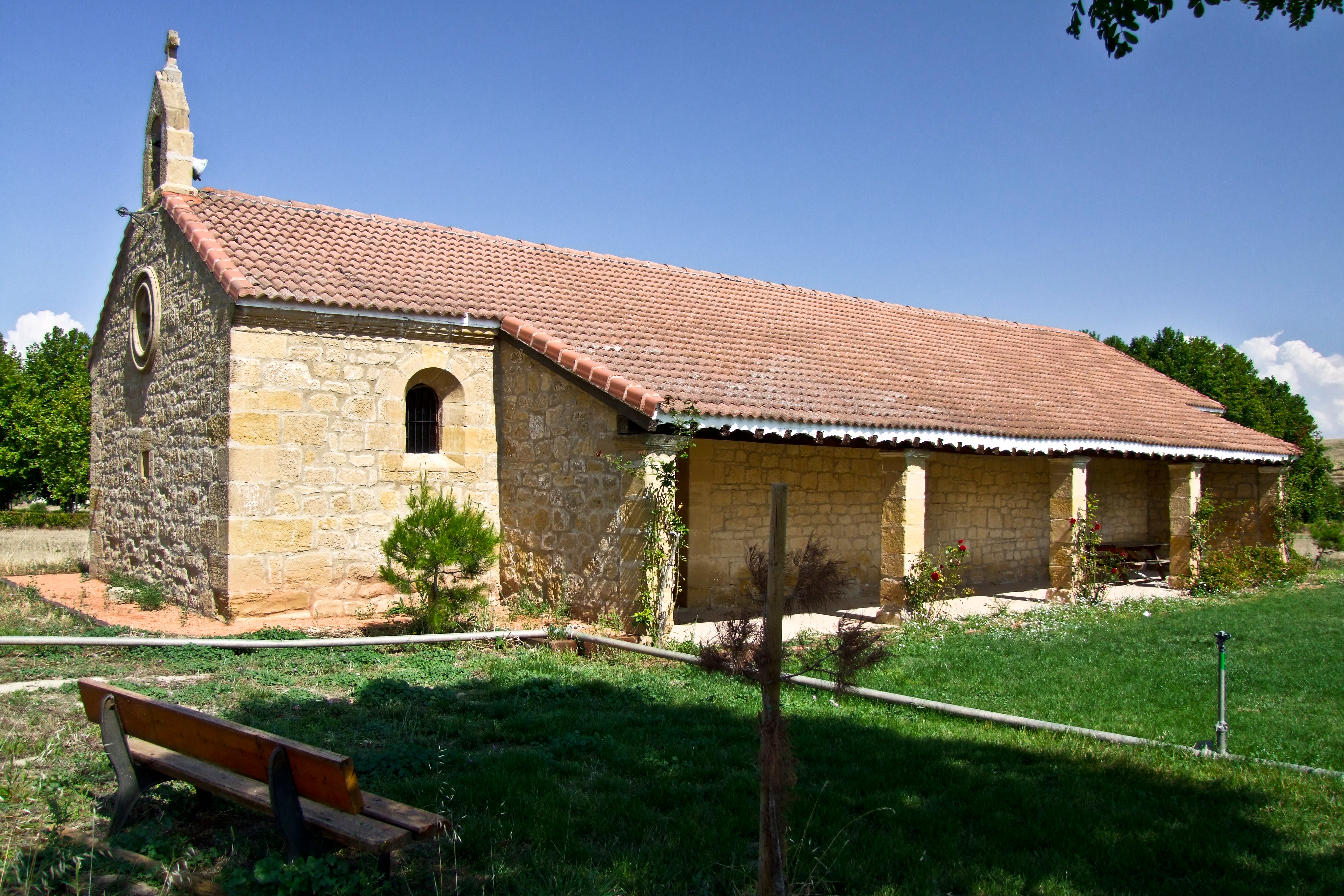
Marienkapelle
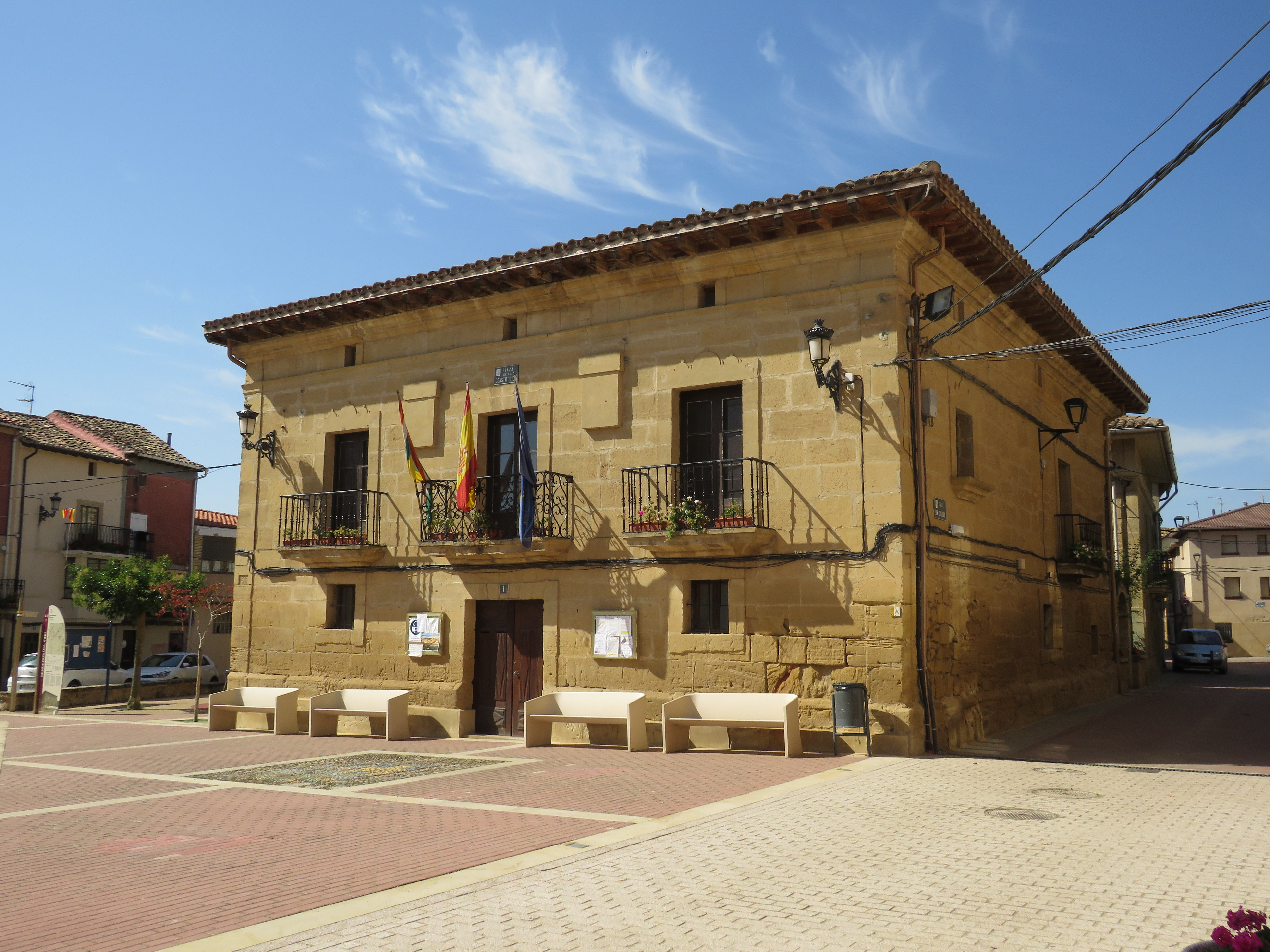
Rathaus